# マラッカ

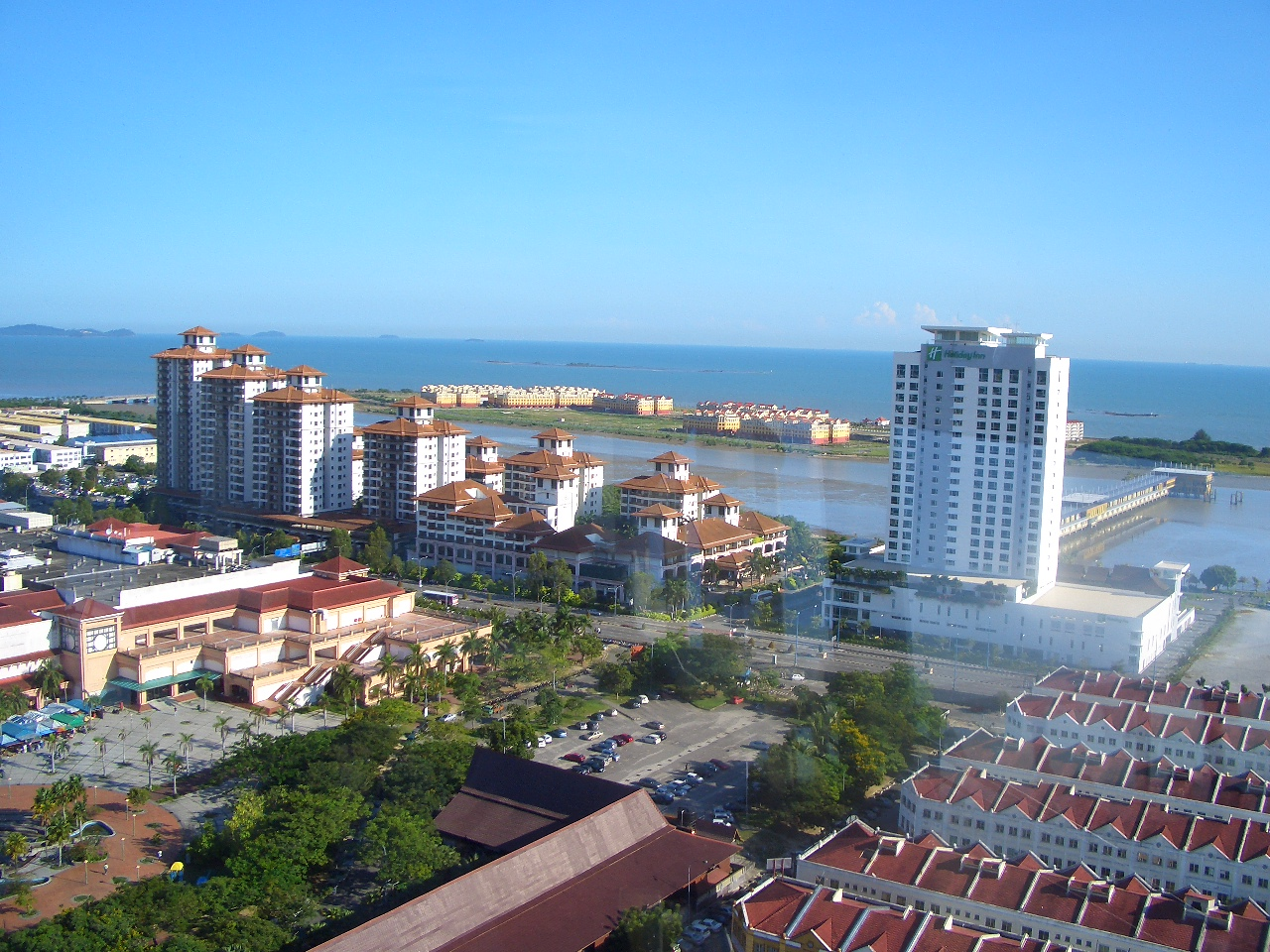
展望台から見たマラッカ海峡側の風景

マラッカ（マレー語: Melaka、ジャウィ：ملقة、ポルトガル語: Malaca）は、マレーシアの港湾都市。マレー半島西海岸南部に位置し、東西交通の要衝マラッカ海峡に面する、マラッカ州の州都である。

## 歴史

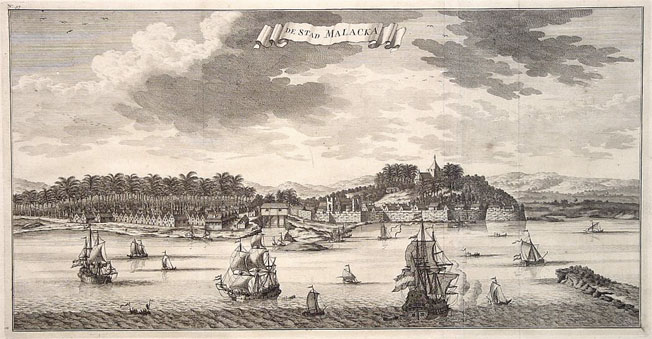
マラッカ古図（1726年）

### マラッカ王国
スマトラ島のパレンバンにいたシュリーヴィジャヤ王国の最後の王子パラメスワラが、1396年頃マラッカ王国を建国した。彼はパレンバンを統治していたマジャパヒト王国の内乱（パルグルグ戦争）に乗じて独立を企てたが失敗、テマセック（シンガポール）に逃亡。王を殺し、王座に着いたがタイに追われ、ジョホールからマラッカへ退避。国を建国する。名前の由来は、木の下で休んでいたところ小鹿が猟犬を蹴飛ばすところを目撃、休んでいた木の名前を取った、と言う説が一般的。
1405年には明の永楽帝より命を受け、遠くアフリカ大陸まで大遠征を行った海軍大将鄭和の艦隊も、マラッカ（満剌加）に初寄港している。マラッカ王朝は朝貢貿易を通じ明国との同盟を強固し、北の大国シャム、南のサムドラ・パサイ王国からの脅威を牽制していた。マラッカ王国は1414年頃イスラム化し、香辛料貿易における重要な東西中継港として繁栄を極めた。

### ポルトガル領マラッカ
1511年、ポルトガルのインド総督アフォンソ・デ・アルブケルケが征服し、東南アジアにおけるポルトガル海上帝国の拠点ポルトガル領マラッカとした。ポルトガル時代には要塞（サンチャゴ砦）やキリスト教会（セントポールチャーチ）が建設され、司令官が常駐していた。イエズス会のフランシスコ・ザビエルはここから東アジア布教に出発している。
1521年、ポルトガル領マラッカからサムドラ・パサイ王国に侵攻し、滅亡させた。

### オランダ領マラッカ
1641年、オランダ東インド会社がジョホールのスルターンの援助を得て、マラッカを占領した。オランダの東南アジアにおける拠点はジャワ島のバタヴィアであったので、オランダ領マラッカはマレー半島で産する錫などを輸出する地方港に転落した。

### イギリス領海峡植民地
1824年の英蘭協約で、スマトラ島のイギリス植民地アチェ王国と交換にイギリスに譲渡された。その際、マラッカ海峡より西側はオランダ領、東側は英国領と定められた。
1826年、イギリスのトーマス・ラッフルズはペナンやシンガポールとともに英領海峡植民地を成立させたが、近代港シンガポールの台頭が著しく、マラッカの港湾機能は衰退した。

### 旧日本軍占領統治
1941年1月15日から1945年8月15日の太平洋戦争終了まで旧日本軍に占領され日本に統治された。

### マラヤ連邦～現代
終戦後の1945年、イギリスが再び海峡植民地としたが、独立の機運が高まり、1948年にイギリス保護領下でマラヤ連邦が成立、1957年8月31日に完全独立を遂げる。これに先立ち1956年2月20日、トゥンク・アブドゥル・ラーマン・マラヤ連邦首相がマラヤ連邦の独立宣言を行ったのは、このマラッカである。
1989年4月15日、マラッカは "Historical City"「歴史の都市」として市制の承認を受けた。これを記念し毎年4月15日はマラッカ州で休日に指定されている。港湾都市として発達を遂げたマレーシア最古の都マラッカは現在、観光都市として年間600万人（2007年）を超える国内外からの観光客が訪れている。2008年にはジョージタウンとともに、歴史的な街並みがユネスコの世界遺産に登録された。
世界遺産登録基準
この世界遺産は世界遺産登録基準のうち、以下の条件を満たし、登録された（以下の基準は世界遺産センター公表の登録基準からの翻訳、引用である）。
- (2) ある期間を通じてまたはある文化圏において、建築、技術、記念碑的芸術、都市計画、景観デザインの発展に関し、人類の価値の重要な交流を示すもの。
- (3) 現存するまたは消滅した文化的伝統または文明の、唯一のまたは少なくとも稀な証拠。
- (4) 人類の歴史上重要な時代を例証する建築様式、建築物群、技術の集積または景観の優れた例。

シンガポールに取って代わられたマラッカ海峡の主要港湾としての地位を回復させようと2016年9月、中国政府の一帯一路構想に基づく開発計画を受け入れた。2025年にかけて約8000億円を投資して、500ha以上の人工島や深水港湾、工業団地などを整備し、中国企業が港を運営する予定であるが、中国による軍港化を警戒する見方もある。

## 観光
- オランダ広場 (Dutch Square) - オランダ統治時代の18世紀に建てられた「マラッカ・キリスト教会」などがある。
- スタダイス (Stadthuys)
- セント・ポール教会 (St. Paul`s Church)
ポルトガル人によって建てられた教会跡があり、日本にも布教に来たフランシスコ・ザビエルの像も建っている[2]。
- サンチャゴ砦 (Porta de Santiago)
1511年にオランダとの戦いに備えてポルトガル軍によって造られた砦である。
- セント・ジョンズ砦（マレー語：Kubu St. John, 英語：St. John's Fort）
- セント・ピーターズ教会
- ジョンカー通り（マレー語：Jalan Hang Jebat, 英語：Jonker Street）
- マラッカ・スルタン・パレス（マレー語：Istana Kesultanan Melaka, 英語：Malacca Sultanate Palace）
スルターンの王宮を復元した木造建築。内部はマラッカ文化博物館 (Cultural Museum of Malacca) になっている。
- 青雲亭寺院 - 17世紀に建てられたマレーシア最古の中国寺院で仏教、道教、儒教が共に祭られている珍しい寺院。チャイナタウンにある。
- カンポン・クリン・モスク - スマトラ様式のイスラム教寺院。
- スリ・ポタヤ・ヴィナヤガール・ムーティ寺院 - マレーシア最古のヒンドゥー教寺院。青雲亭寺院やモスクと同じ一つの通りに在る。
- マラッカ動物園 (Zoo Melaka)
国内で2番目に大きい動物園で、54エーカーの敷地に175種以上の動物がいる。

## 経済

### ショッピング
- ロータス

セントラル・バスターミナルの近くにある旧テスコハイパーマーケット。陸橋を渡って行くことができる。
- AEON

マラッカの新市街の中心にあるバンダラヤ店、および北部に位置するAEONアイルケロー店の2店舗がある（2023年8月現在）。

## 交通

### 空港
- バトゥ・ブレンダム空港

2023年8月現在インドネシア国際定期便のみ就航。

### 鉄道
- マレー鉄道 - タンピン駅

マラッカ市内北北東35キロにある最寄り駅として紹介されているが、マラッカ市内まで約1時間かかるため鉄道を利用する地元の人や旅人は少ない。
- マラッカ・モノレール

プンカラン・ラーマ (Pengkalan Rama) のタマン・ルンパ (Taman Rempah) からカンポン・ブンガ・ラヤ・パンタイ (Kampung Bunga Raya Pantai) までを結ぶ公共モノレール。2023年8月現在休止中。再開のめどは立っていない。

### バス
- セントラル・バス・ターミナル

長距離バスのほとんどが発着する。市の郊外にあり、オランダ広場などに移動するには市内バスやタクシーへの乗り換えが必要。
クアラルンプール、ジョホール・バル、イポー、シャー・アラム、スレンバンほか、主要各都市およびシンガポールへ長距離バスが運行している。
なおクアラルンプール国際空港からもバスが運行されており、KL市内を経由するのと比べ約半分の時間で移動できる。また、空港リムジンサービスの利用が便利。

### 港湾
海の交通の要所となっており、日々多くの貨物船が行き交う。

## 対外関係

### 姉妹都市･提携都市
- クアラルンプール（マレーシア連邦 連邦直轄領）
- バルパライソ（チリ共和国 バルパライソ州 バルパライソ県）
- 長沙市（中華人民共和国 湖南省）
- 南京市（中華人民共和国 江蘇省）
- カシュガル市（中華人民共和国 新疆ウイグル自治区）
- ホールン（オランダ王国 北ホラント州）
- リスボン（ポルトガル共和国 リスボン県）

## ギャラリー

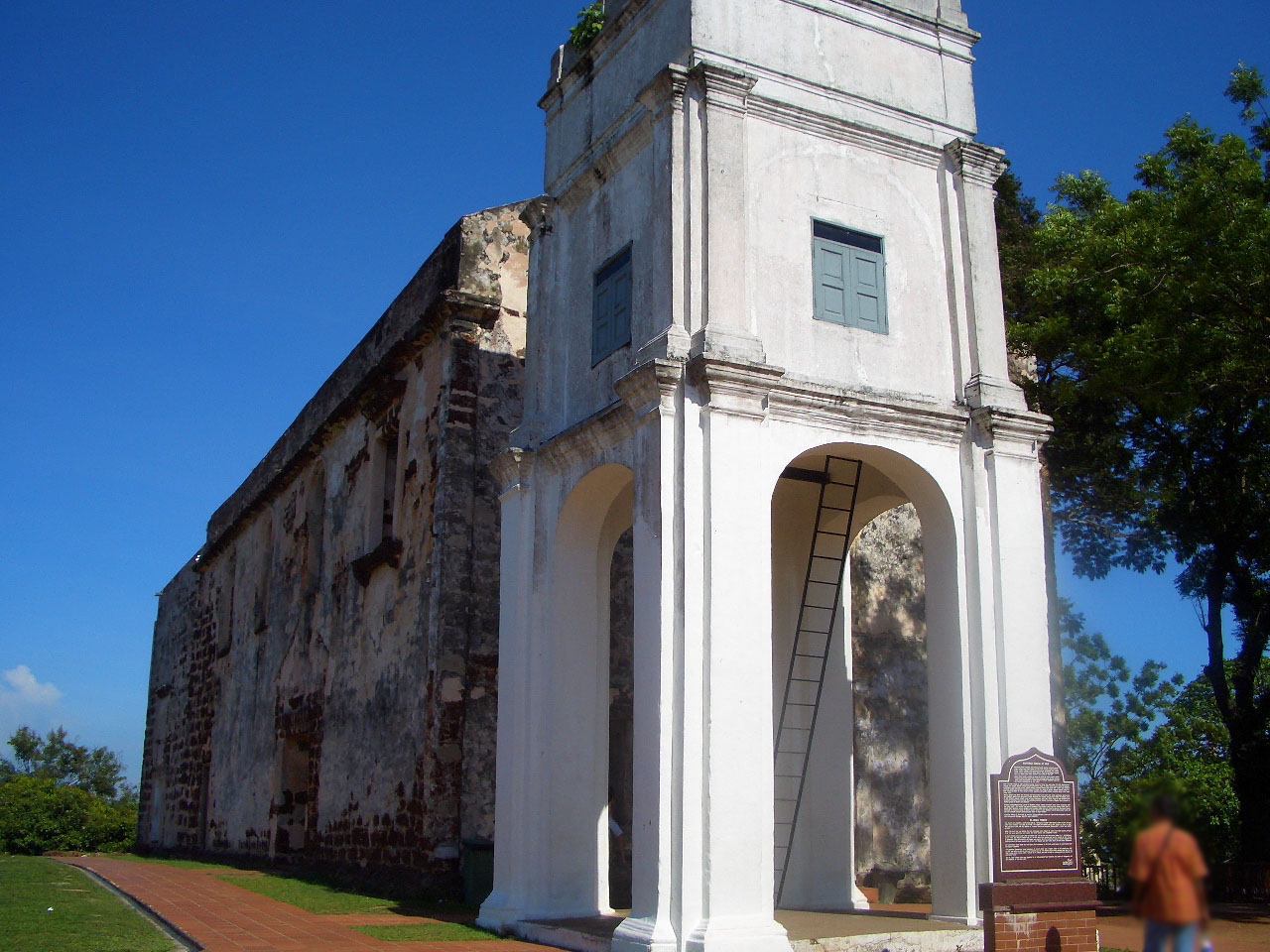
セント・ポール教会
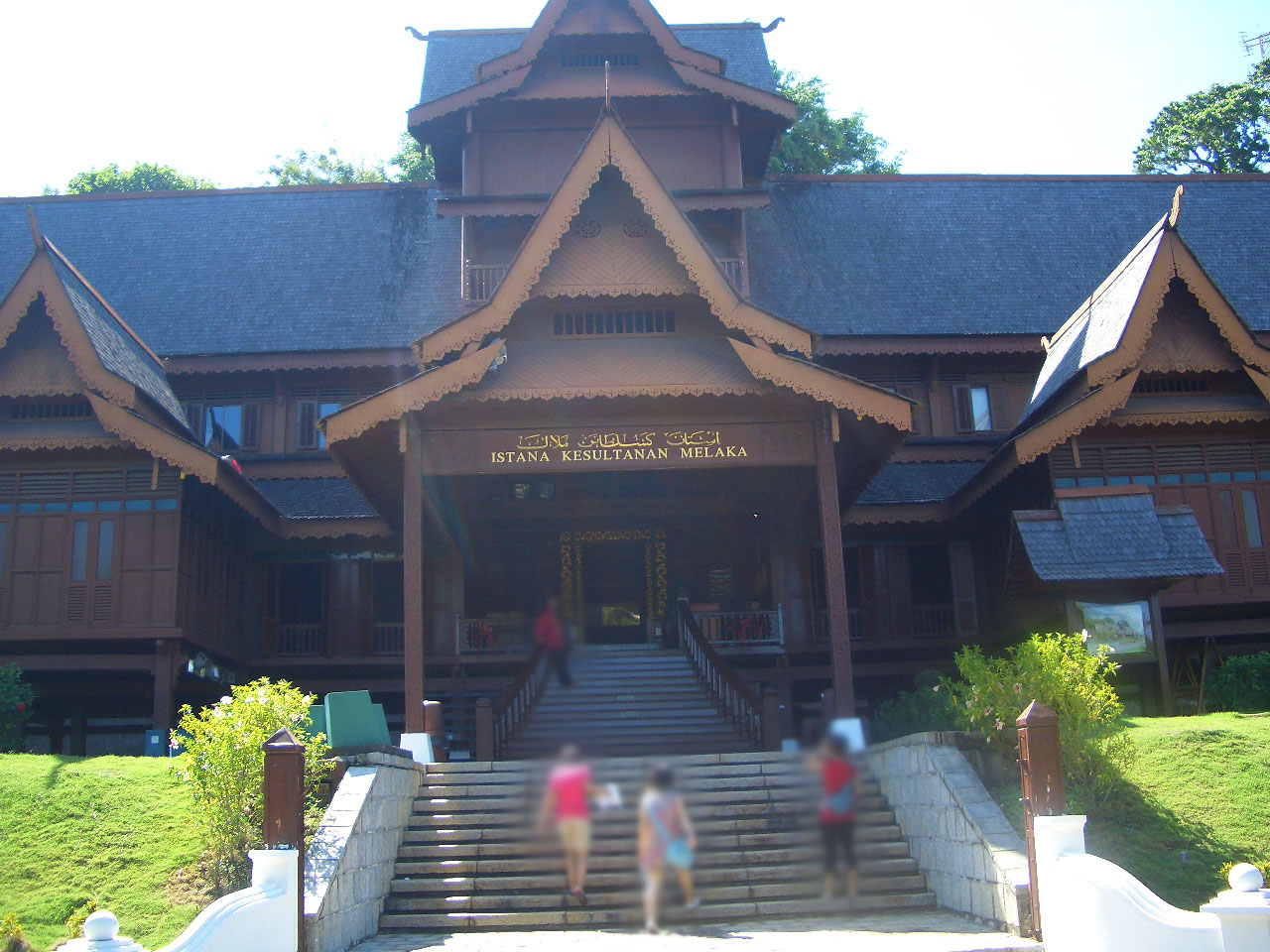
マラッカ・スルタン・パレス
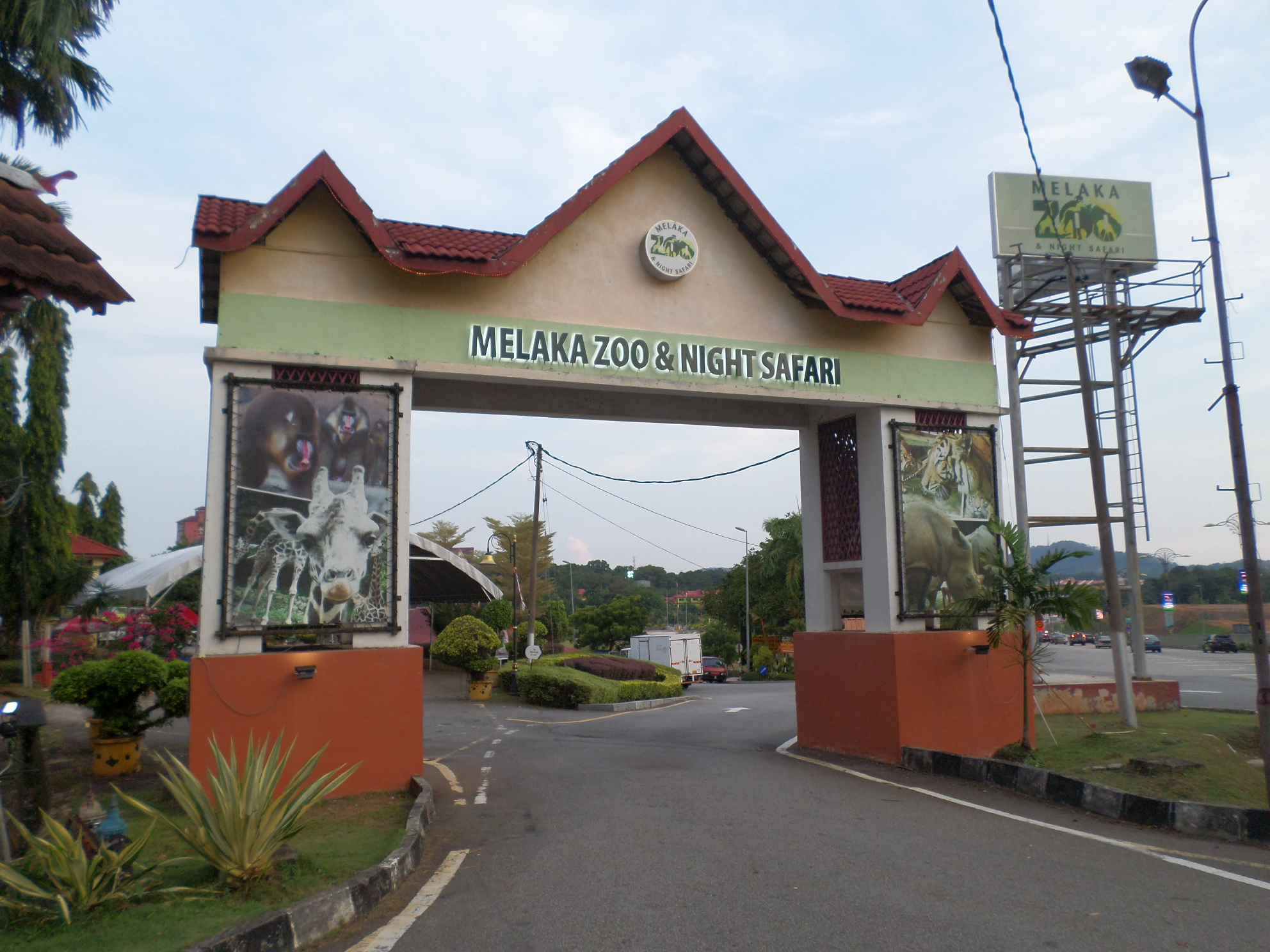
マラッカ動物園
セントラル・バス・ターミナル
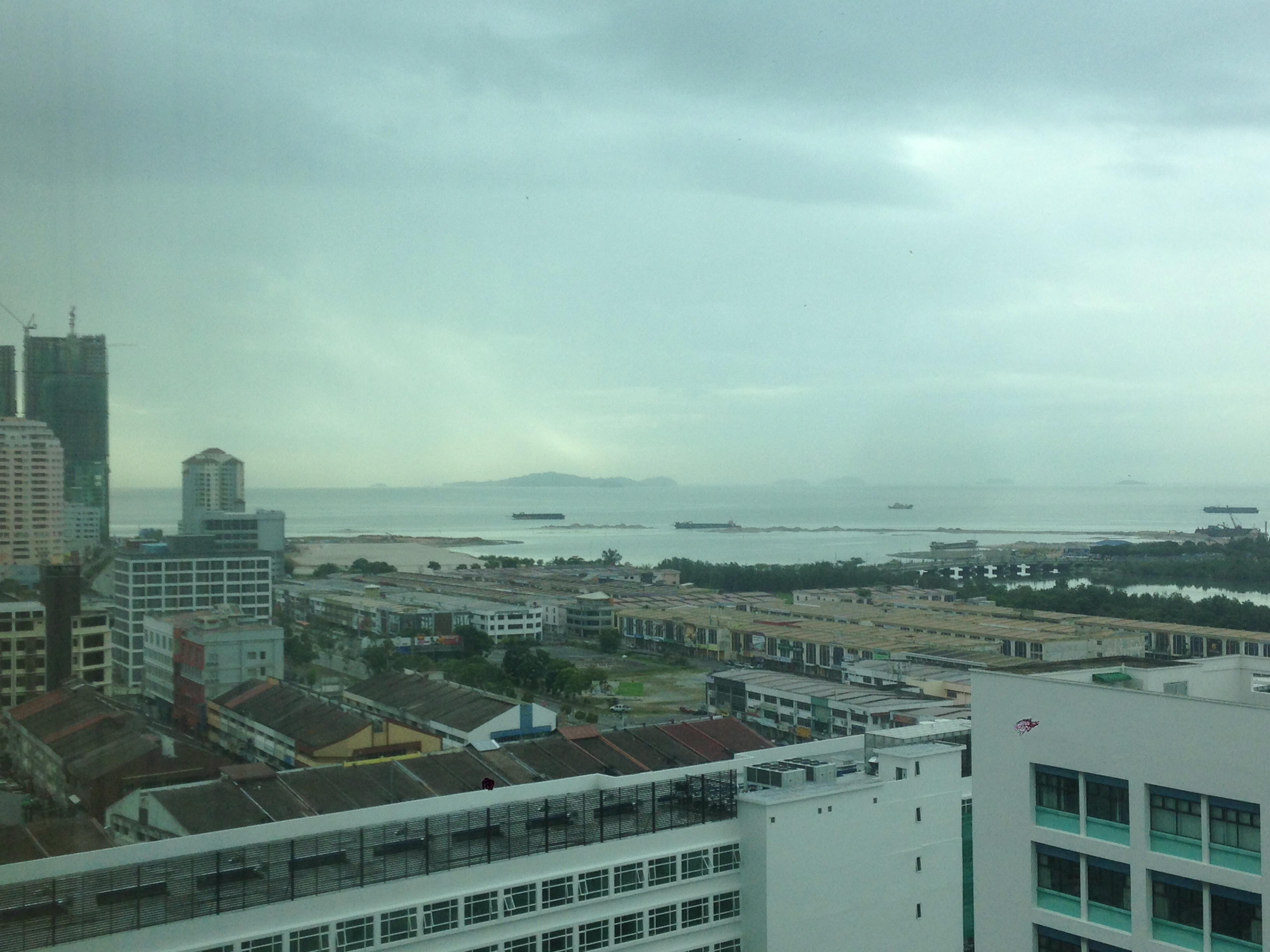
日々貨物タンカーが移動する